# Zefirek historii
Zefirek historii – zbiór anegdot Eryka Lipińskiego, wydany w 1965 r. przez Wydawnictwo Iskry, wcześniej drukowanych w „Szpilkach”.

## Historia i zawartość książki
Anegdoty z cyklu Zefirek historii Eryk Lipiński zaczął publikować w „Szpilkach” w 1962 r. Były to krótkie historie z życia sławnych ludzi; nie przedstawiały jednak prawdziwych wydarzeń, lecz były zmyślonymi humoreskami, często utrzymanymi w poetyce absurdu. Anegdoty były ilustrowane rysunkami samego autora. W „Szpilkach” ukazało się łącznie ponad 1000 anegdot.
W 1965 r. ich wybór (150 anegdot) ukazał się w serii „Biblioteka Stańczyka” Wydawnictwa Iskry, z przedmową Władysława Kopalińskiego. W 1989 r. ukazał się drugi wybór: Nowy zefirek historii, obejmujący 75 anegdot z pierwszego tomu, do których dodano 75 nowych anegdot. Oprócz rysunków Lipińskiego zawierają one ilustracje innych autorów.